# Station Zagrody
Station Zagrody is een spoorwegstation in de Poolse plaats Korzenica.